# Bartosz Sokołowski
Bartosz Sokołowski (ur. 9 czerwca 1983) – polski kulturysta. Mistrz świata w kulturystyce oraz dwukrotny wicemistrz Polski w kulturystyce klasycznej.

## Życiorys
Starszy brat Kamila Sokołowskiego (ur. 1986), zawodnika sztuk i sportów walki. Absolwent V Liceum Ogólnokształcącego im. Adama Mickiewicza w Częstochowie. Ukończył medyczne studium zawodowe; posiada kwalifikacje masażysty i fizjoterapeuty. Pracował jako konserwator powierzchni płaskich, elektryk oraz hydraulik.
Kulturystyką zainteresował się pod wpływem filmu Conan Niszczyciel (1984) z udziałem Arnolda Schwarzeneggera, wcześniej uprawiał kolarstwo górskie. Treningi siłowe rozpoczął jako siedemnastolatek. Ćwiczył pod nadzorem Sławomira Daczkowskiego, wielokrotnego mistrza Polski w kulturystyce. W 2007 roku wystartował w Debiutach Kulturystycznych. Ważył niespełna 100 kg, więc konkurował w kategorii wagowej 90 kg+. Zajął drugie miejsce na podium. W miesiąc po Debiutach wziął udział w Mistrzostwach Polski, organizowanych przez federację IFBB. W kategorii kulturystyki klasycznej uhonorowano go srebrnym medalem, choć zdaniem publiczności zasługiwał na złoto. Jest trzykrotnym mistrzem Śląska w kulturystyce. W 2009 ponownie wywalczył wicemistrzostwo Polski w kulturystyce klasycznej.
W listopadzie 2014, po pięcioletniej przerwie w uprawianiu kulturystyki wyczynowo, powrócił na scenę sportową. W trakcie ogólnoświatowych rozgrywek Mr. Universe federacji WPF zdobył złoty medal w kategorii wagowej ponad 90 kg, a tym samym tytuł mistrza świata. Tego samego roku został zwycięzcą Otwartych Zawodów Kulturystycznych w Siedlcach. Wiosną 2015 podczas Mistrzostw Polski uplasował się na drugim miejscu w kategorii Men Body I.
Ma 184 cm wzrostu, jego waga poza sezonem zmagań sportowych wynosi około 120−125 kg. Pracuje jako trener personalny, jest właścicielem siłowni. Żonaty, ma syna (ur. 2014).
Wbrew zapowiedziom medialnym nie wystąpił w filmie Patryka Vegi Kobiety mafii 2 (2019).

## Rekordy siłowe
- wyciskanie sztangi leżąc: 140 kg[15]
- przysiad: 180 kg w seriach[15]
- martwy ciąg: 170 kg[15]

## Osiągnięcia (wybór)
- 2007: Debiuty Kulturystyczne, kategoria wagowa ponad 90 kg − II m-ce
- 2007: Mistrzostwa Polski w Kulturystyce, federacja IFBB, kulturystyka klasyczna − II m-ce
- 2007: Mistrzostwa Europy w Kulturystyce, kategoria powyżej 180 cm − IV m-ce
- 2007: Mistrzostwa Europy Mężczyzn i Par w Kulturystyce i Kulturystyce Klasycznej, kulturystyka klasyczna powyżej 178 cm − VII m-ce
- 2007: Mistrzostwa Śląska w Kulturystyce, kategoria wagowa ponad 90 kg − III m-ce
- 2009: Mistrzostwa Polski w Kulturystyce, federacja IFBB, kulturystyka klasyczna − II m-ce
- 2007: Mistrzostwa Śląska w Kulturystyce, kategoria wagowa ponad 90 kg − III m-ce
- 2014: Mr. Universe, federacja WPF, kategoria wagowa ponad 90 kg − I m-ce
- 2014: Otwarte Zawody Kulturystyczne w Siedlcach − I m-ce
- 2015: Mistrzostwa Polski w Kulturystyce, federacja NAC, kategoria Men Body I (męska muskulatura) − II m-ce
- 2015: Mistrzostwa Polski Wszech Federacji WPF-WBBF-WFN − III m-ce
- 2015: Mistrzostwa Świata w Kulturystyce, federacja NAC, kategoria powyżej 178 cm − VIII m-ce
- 2016: Mistrzostwa Polski w Kulturystyce, federacja NAC, kategoria Men Body I (męska muskulatura) − III m-ce
- 2021: Międzynarodowy Puchar Polski WBBF–WFF kategoria wagowa powyżej 100 kg − I m-ce